# Іспанська синагога
Іспанська синагога (чеськ. Španělská synagoga) — синагога у Празі та один з об'єктів Єврейського музею у Празі збудована на місці старішої синагоги, називаної «Стара школа» (Altschul). Сама синагога збудована в неомавританському стилі за зразком відомої мечеті Альгамбри. З 2 червня 2019 року закрита через реконструкцію до 2021 року.

## Хронологія

### Стара школа
- 1315— найстаріша історична згадка про Стару школу
- 1389— синагога спалена під час пасхального погрому
- 1516— Стара школа згоріла і була спустошена
- 1536— знову реконструйована, зроблено нову арку
- 1604— перебудована та розширена на північній стороні
- 1689— пошкоджена при пожежі та реконструйована у 1690 році
- 1693—1704— офіційно закрита за наказом імператора
- 1703— замуровані вікна на західному фасаді
- 1745—1748- спустошена протягом вигнання євреїв з Праги
- 1750— ремонт на кошти примаса Ісраела Франкла Спіри
- 1754— пошкоджена при пожежі празького гетто
- 1835— користування передано «Товариству для реформованого богослужіння»
- 1836— реконструкція Старої школи будівельником Й.І.Краммером
- 1837— у Старій школі було урочисто відкрите реформоване богослужіння
- 1867— знесення Старої школи через будівництво Іспанської синагоги

### Іспанська синагога
- 1864— розробка проекту Іспанської синагоги доручено архітектору В.І.Улманну
- 1867— виконання будівництва доручено будівельнику Янові Бєльському
- 1868— 26 травня була синагога урочисто посвячена
- 1941— синагогу змінено на склад конфіскованого єврейського майна
- 1945—1948— відновлення богослужіння після другої світової війни
- 1954— Іспанська синагога передана в управління Єврейського музею
- 1965— відкриття постійної виставки синагогального текстилю
- 1982— синагога була закрита через аварійний стан
- 1995—1996- ремонт стріхи та фасаду Іспанської синагоги
- 1997—1998- реконструкція та реставрація інтер'єру Іспанської синагоги
- 1998— 25 листопада була Іспанська синагога знову відкрита